# 斜紋

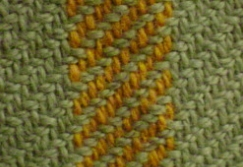
斜纹组织可以通过其对角线来识别。这是 2/2 斜纹布，每两根纬线有两根经线交叉。

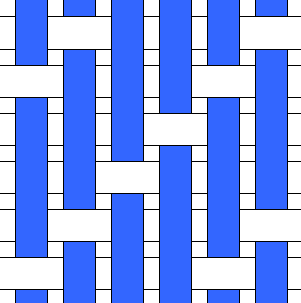
3/1 斜纹布，用于牛仔布

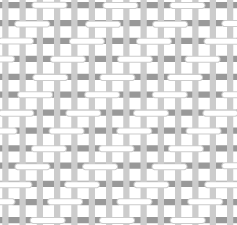
结构2/2每行的偏移形成对角线图案。

斜纹布（英文：Twill）是有特征是平行的对角线条纹的织物编织方式。这是与平纹和缎纹并列的三种基本织法之一。斜纹的制作方式是让纬线穿过一根或多根经线后，再穿过两根或更多经线，以此类推，并在每一行之间有一个“步进”或偏移，从而形成独特的对角线纹路。由于这种结构，斜纹织物通常具有良好的垂坠感。

## 分类
斜纹织布法可从四个方向进行分类：
1. 根据步进方向：
  - 经向：3/1经向斜纹等；
  - 纬向：2/3 纬向斜纹等；
2. 根据织物表面斜纹线的方向：
  - S-斜纹，或左斜纹编织：2/1 S 等；
  - Z-斜纹，或右手斜纹编织：3/2 Z 等；
3. 根据表面经纬纱线分布：
  - 经面斜纹：表面以经纱为主，例如 4/2 S；
  - 纬面斜纹：表面以纬纱为主，例如 1/3 Z；
  - 双面斜纹：经纱和纬纱均衡分布，例如 3/3 Z；
4. 根据生成的斜纹线特性：
  - 简单斜纹：例如 1/2 S，3/1 Z。
  - 扩展斜纹：例如 4/3 S，3/2 Z。
  - 多重斜纹：例如 2/3/3/1 S。

## 结构
在斜纹织法中，每根纬纱（或填充纱线）以逐步交错的方式跨过经纱，从右向左或从左向右交织，形成明显的对角线图案。这种对角线图案也被称为斜纹线（wale）。其中，浮线是指纱线跨过两根或更多垂直纱线的部分。
斜纹织法需要使用三根或更多的综框，具体数量取决于其复杂程度。它是继平纹之后第二种最基本的织法，可以在结构相对简单的织机上完成。
斜纹织法通常用分数表示，例如2⁄1 ，其中分子表示升起的综数（因此纱线交叉的数目：在此示例中为 2 根），分母表示插入纬纱时降下的综数（在此示例中为 1 根）。分数2⁄1读作“两上一下”，平织的分数是1⁄1。要织出斜纹所需的综框最少数量可以通过分数中分子和分母的总和确定，例如上述例子需要3根综框。斜纹织物的特点是其表面的对角线条纹，这是其最显著的标志。

## 特征
从技术上来说，斜纹织物有正面和反面，而平纹织物的两面是相同的。斜纹布的正面称为“技术正面”，斜纹布的背面称为“技术背面”。斜纹织物的技术正面是具有最明显纹路的一面；它通常更耐用、更有吸引力，最常用作织物的时尚面，并且是织造过程中可见的一面。如果在技术正面有经线浮长（即，经线交叉两条或两条以上的纬线），则在技术背面就会有纬线浮长（即，纬线交叉两条或两条以上的经线）。如果斜纹线在一侧向右向上，则它在另一侧也会向左向上。斜纹织物在编织过程中没有“上”和“下”。
与平纹织物两面相同的特性不同，斜纹织物有正面和反面之分。
斜纹织物的正面是斜纹线最明显的一面，通常更耐用且更具美观性，因此经常被用作织物的外观面，并且在织造时也是可见的一面。如果正面上有经纱的浮线（即经纱跨过两根或更多纬纱），那么反面就会出现纬纱的浮长（纬纱跨过两根或更多经纱）。
此外，如果斜纹线在一侧向右上倾斜，那么在另一侧则会向左上倾斜。需要注意的是，斜纹织物在织造过程中没有“上下之分”。
透明织物很少使用斜纹织法。这是因为斜纹织物本身已经具有有趣的纹理和设计，因此印花斜纹（在织物上印制图案）比印花平纹织物要少见得多。当斜纹织物被印花时，通常用于轻质织物上。
污垢和污渍在斜纹织物的不平表面上不如在平纹织物等光滑表面上显眼，因此斜纹织物常被用于制作坚固的工作服和耐用的家具装饰。例如，牛仔布就是一种斜纹织物。此外，斜纹织物的耐用性、抗皱性以及低维护特性，使其非常适合用于制作各种物品，如夹克、裤子、背包，甚至窗帘。
与其他织法相比，斜纹织物的交错点较少，使纱线能够更自由地移动，因此斜纹织物比平纹织物更柔软、更有弹性，并且垂感更好。此外，斜纹织物比平纹织物更容易从折痕中恢复过来。交错点减少还允许纱线更紧密地排列，从而生产出高密度织物。高密度斜纹织物更加耐用，同时具备一定的防风和防水性能。

斜纹布可分为均匀斜纹、经面斜纹、纬面斜纹。均匀斜纹在织物的两面上可见的经线和纬线数量相同。经面斜纹布在正面可见的经线较多，纬面斜纹布在正面可见的纬线较多。 均匀斜纹布包括薄纱或苏拉、人字纹、千鸟格、哔叽、鲨鱼皮和斜纹法兰绒。经面斜纹布包括骑兵斜纹布、奇诺斜纹布、隐蔽斜纹布、牛仔布、粗斜纹布、花式斜纹布、华达呢和衬里斜纹布。

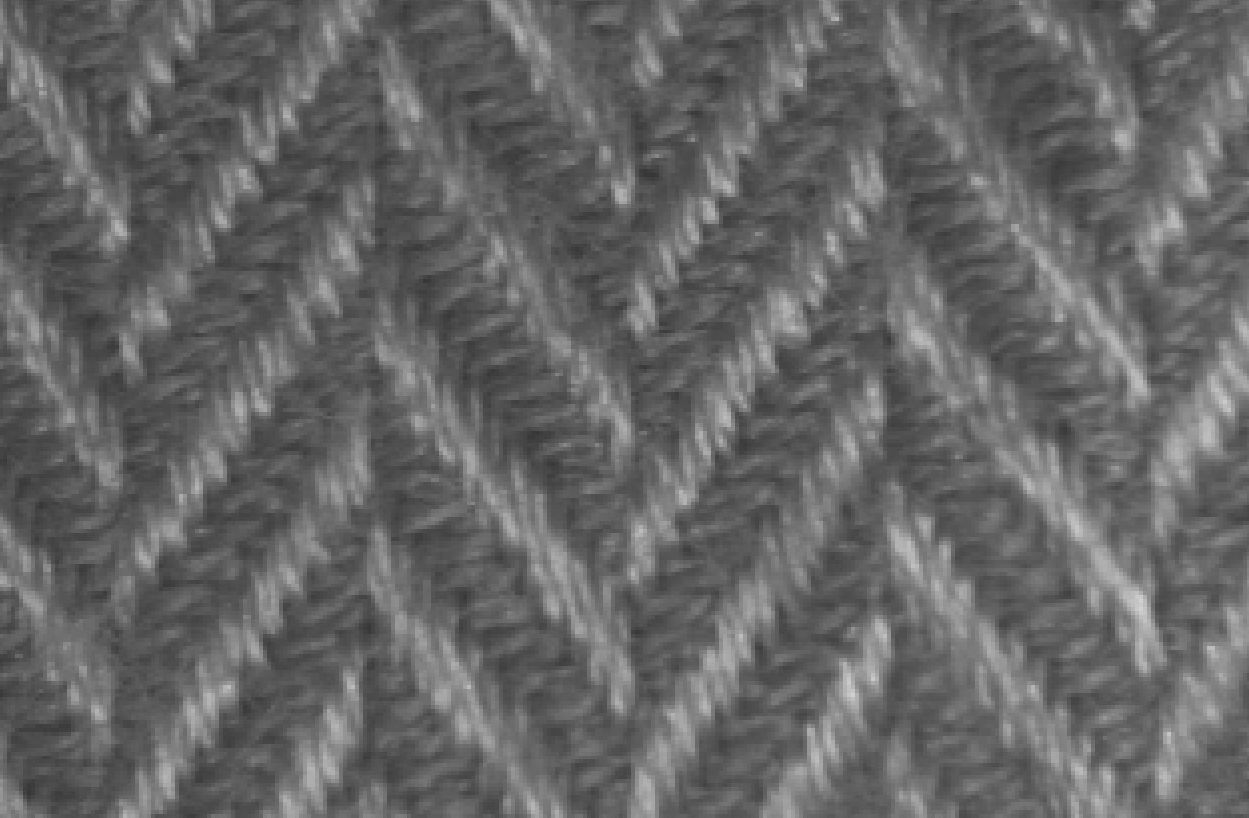
两边都有棱纹的斜纹布，称为人字纹
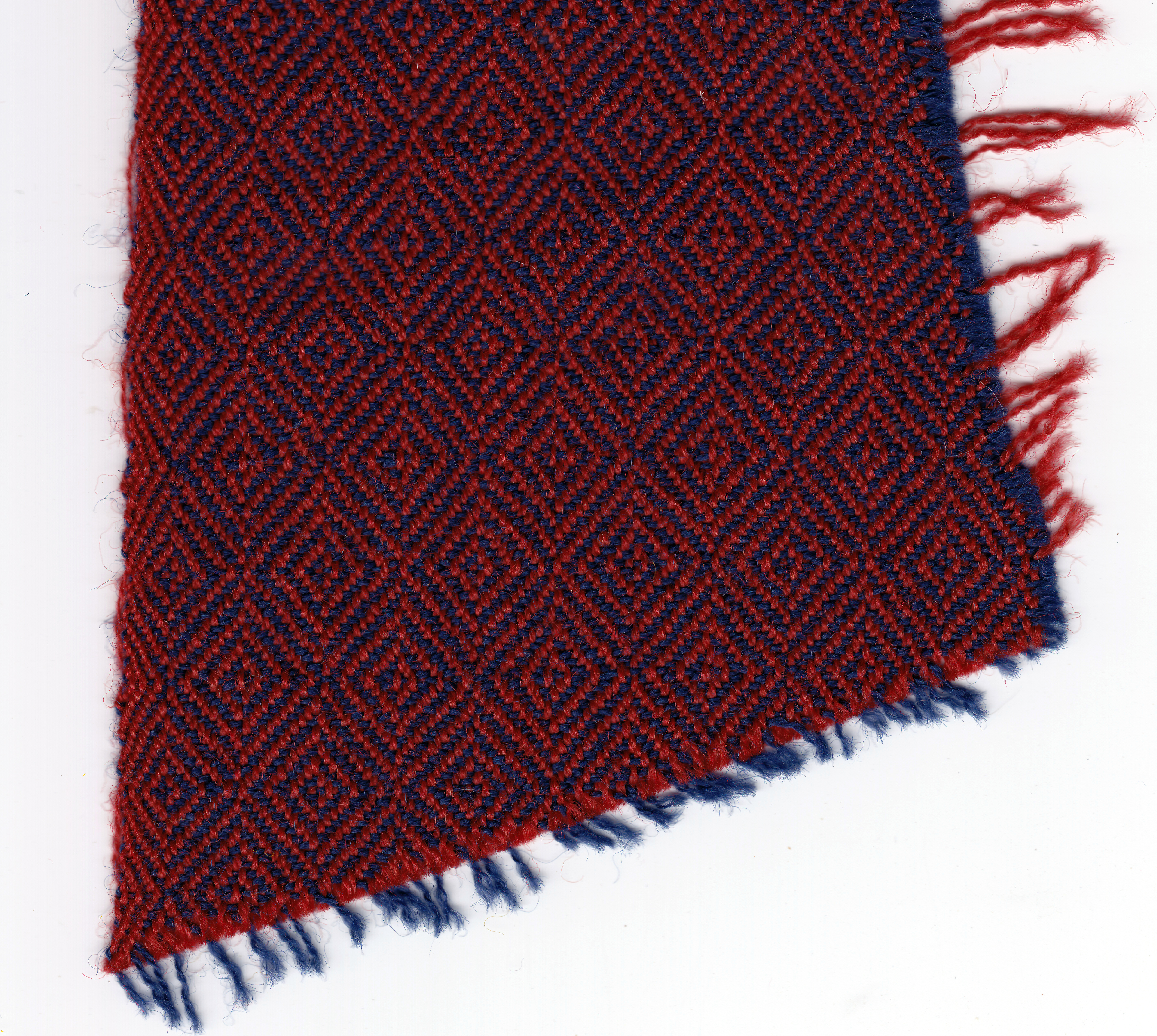
菱形斜纹，带编织边缘（左），蓝色经线，红色纬线
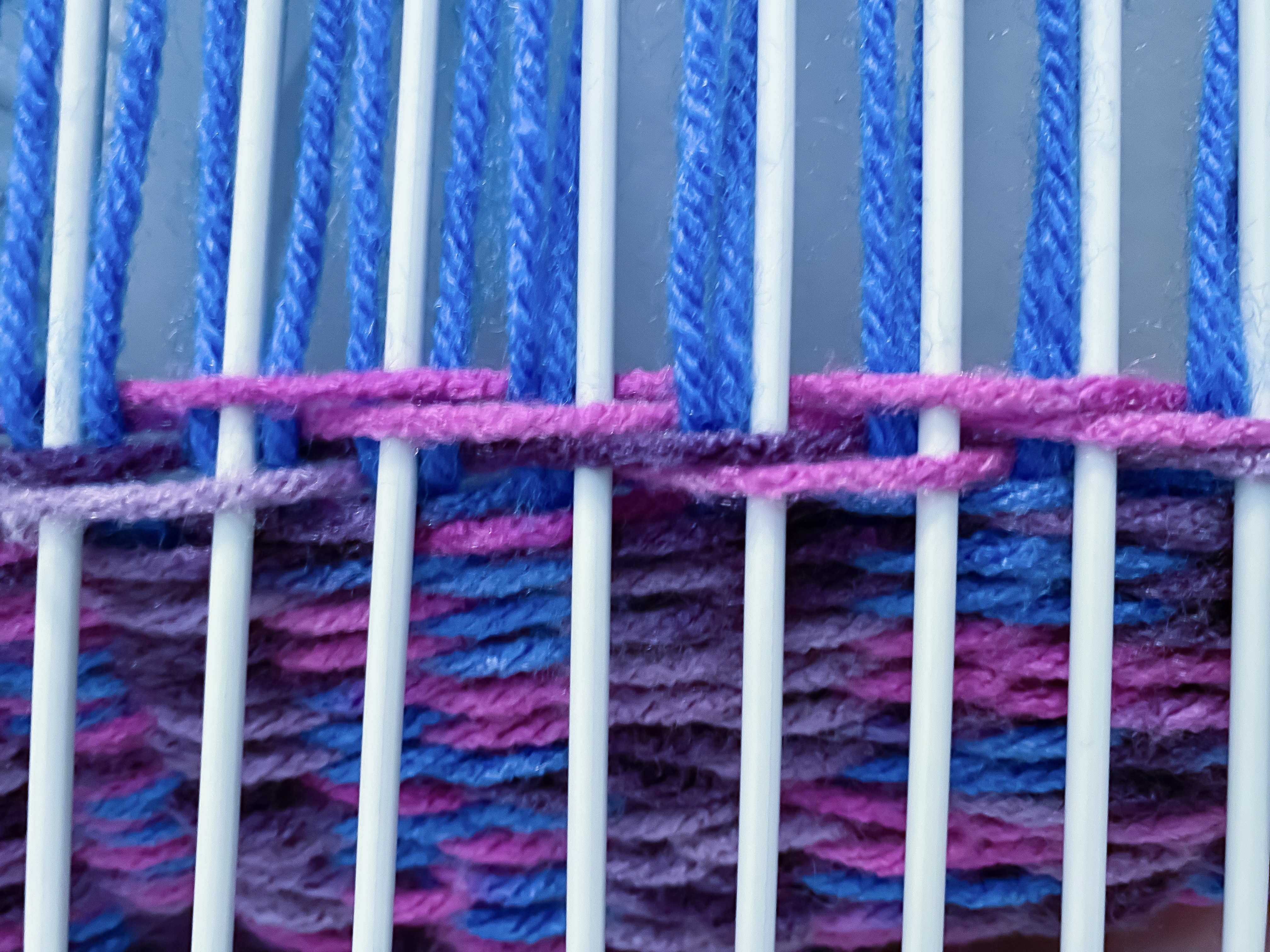
在钉织机上形成的斜纹图案